# Lawrence Alma-Tadema
Sir Lawrence Alma-Tadema (Dronrijp, 8. siječnja 1836. – Wiesbaden, 25. lipnja 1912.) je bio engleski slikar nizozemskog podrijetla; jedan od najboljih predstavnika povijesnog slikarstva akademizma.
Studirao je na Akademiji u Antwerpenu, a od 1870. godine djeluje u Londonu. Za života je stekao veliku slavu slikajući sladunjave povijesne, pseudoromantične, slike i scene iz antičke prošlosti s vješto postavljenim arheološkim detaljima. Nakon smrti bio je skoro omražen i tek se posljednjih trideset godina njegov rad izuzetno cijeni i vrednuje. 
Najpoznatije slike su mu: 
- Obrazovanje Clovisove djece (1861.)
- Fidija pokazuje prijateljima radove na Partenonu (1868.)
- Egipatski šahisti (1879.)

- Titov trijumf (1885.)
- Proljeće (1894.)
- Omiljeni običaj (1905.)

## Vanjske poveznice
- 218 djela Lawrencea Alma-Tademe  Arhivirana inačica izvorne stranice od 25. siječnja 2021. (Wayback Machine) na www.Alma-Tadema.org
- Alma-Tadema  Arhivirana inačica izvorne stranice od 13. kolovoza 2013. (Wayback Machine) na "History of Art"